# Kozárd, Nógrád
Kozárd  este un sat în districtul Pásztó, județul Nógrád, Ungaria, având o populație de 180 de locuitori (2011). 

## Demografie
Componența etnică a satului Kozárd
     Maghiari (100%)
Componența confesională a satului Kozárd
     Fără religie (13,33%)
     Luterani (2,78%)
     Necunoscută (83,89%)
Conform recensământului din 2011, satul Kozárd avea 180 de locuitori. Din punct de vedere etnic, majoritatea locuitorilor (100,0%) erau maghiari. Nu există o religie majoritară, locuitorii fiind persoane fără religie (13,33%) și luterani (2,78%). Pentru 83,89% din locuitori nu este cunoscută apartenența confesională.